# Matador (Fahrzeug)
Der Matador ist ein gegen ballistische Waffen und Minen geschütztes Radfahrzeug (MRAP), das von der südafrikanischen Paramount Group entwickelt wurde.

## Geschichte
Die Entwicklung des Fahrzeugs begann 2006. Zwei Jahre später wurde der Matador von der Paramount Group 2008 auf der Africa Aerospace and Defence Expo vorgestellt. Der erste Kunde wurde Jordanien. Jordanien bestellte noch 2008 50 Fahrzeuge, ein Teil Matador ein Teil Marauder. Die Fahrzeuge für Jordanien werden in Zusammenarbeit mit dem King Abdullah II Design and Development Bureau in Jordanien zusammengebaut. Ein Jahr später bestellte Aserbaidschan 25 Matador. 2010 wurden die ersten 25 Fahrzeuge als Knock-Down nach Aserbaidschan geliefert und dort lokal zusammengebaut. 2012 wurden weitere 30 Fahrzeuge nach Aserbaidschan geliefert.

## Kampfeinsatz
Den ersten Kampfeinsatz mit Beteiligung von Matador-Fahrzeugen gab es 2016 im Fünf-Tage-Krieg - einer kämpferischen Auseinandersetzung zwischen Aserbaidschan und Armenien im Rahmen des Bergkarabachkonflikts. Bei den Kampfhandlungen wurden vier Matador beschädigt oder zurückgelassen. Zu Zerstörungen kam es nicht.

## Nutzer
- Aserbaidschan - 60 Stück[4]
- Gabun
- Jordanien